# 御万人王座「琉王」
御万人王座「琉王」（うまんちゅおうざ「りゅうおう」）は、琉球ドラゴンプロレスリングが管理、認定している王座。「御万人」は「世の中の人々、みんな、大勢」の意。

## 歴史
2016年2月14日、琉球ドラゴンプロレスリングネーブルカデナアリーナ大会で行われた初代王座決定戦に勝利したグルクンマスクが初代王者になった。

## 歴代王者
| 歴代   | 選手               | 戴冠回数 | 防衛回数 | 獲得日付       | 獲得場所 （対戦相手・その他）                  |
| ------ | ------------------ | -------- | -------- | -------------- | ---------------------------------------------- |
| 初代   | グルクンマスク     | 1        | 4        | 2016年2月14日  | ネーブルカデナアリーナ ビリーケン・キッド 返上 |
| 第2代  | RYUKYU-DOGディンゴ | 1        | 1        | 2016年12月25日 | ネーブルカデナアリーナ 美ら海セイバー          |
| 第3代  | ビリーケン・キッド | 1        | 1        | 2017年4月23日  | ネーブルカデナアリーナ                         |
| 第4代  | 美ら海セイバー     | 1        | 5        | 2017年11月23日 | ミュージックタウン音市場                       |
| 第5代  | グルクンマスク     | 2        | 0        | 2019年8月25日  | 那覇市ぶんかテンブス館                         |
| 第6代  | ウルトラソーキ     | 1        | 1        | 2020年2月23日  | ネーブルカデナアリーナ 返上                    |
| 第7代  | 藤田ミノル         | 1        | 1        | 2021年2月14日  | 環境の杜ふれあい グルクンマスク                |
| 第8代  | 織部克巳           | 1        | 2        | 2021年5月30日  | 那覇市ぶんかテンブス館                         |
| 第9代  | ウルトラソーキ     | 2        | 2        | 2021年12月5日  | ミュージックタウン音市場                       |
| 第10代 | Ben-K              | 1        | 1        | 2022年10月2日  | 那覇市ぶんかテンブス館                         |
| 第11代 | 美ら海セイバー     | 2        | 0        | 2022年11月13日 | ミュージックタウン音市場                       |
| 第12代 | YAMATO             | 1        | 3        | 2023年1月15日  | 那覇市ぶんかテンブス館                         |
| 第13代 | グルクンマスク     | 3        | 0        | 2023年4月28日  | 那覇文化芸術劇場なはーと 返上                  |
| 第14代 | ティーラン獅沙     | 1        | 3        | 2024年2月23日  | 沖縄市民会館中ホール 首里ジョー                |
| 第15代 | 首里ジョー         | 1        | 1        | 2024年10月25日 | 新木場1stRING                                  |
| 第16代 | 美ら海セイバー     | 3        |          | 2025年4月27日  | 那覇文化芸術劇場なはーと                       |